# Mittersberg (Lauterhofen)
Mittersberg ist eine Gemeindeteil des Markt Lauterhofen im östlichen Bereich des Landkreises Neumarkt in der Oberpfalz.
Der Weiler Mittersberg hat sich aus einem Aussiedlerhof entwickelt.

## Geographische Lage und Klima

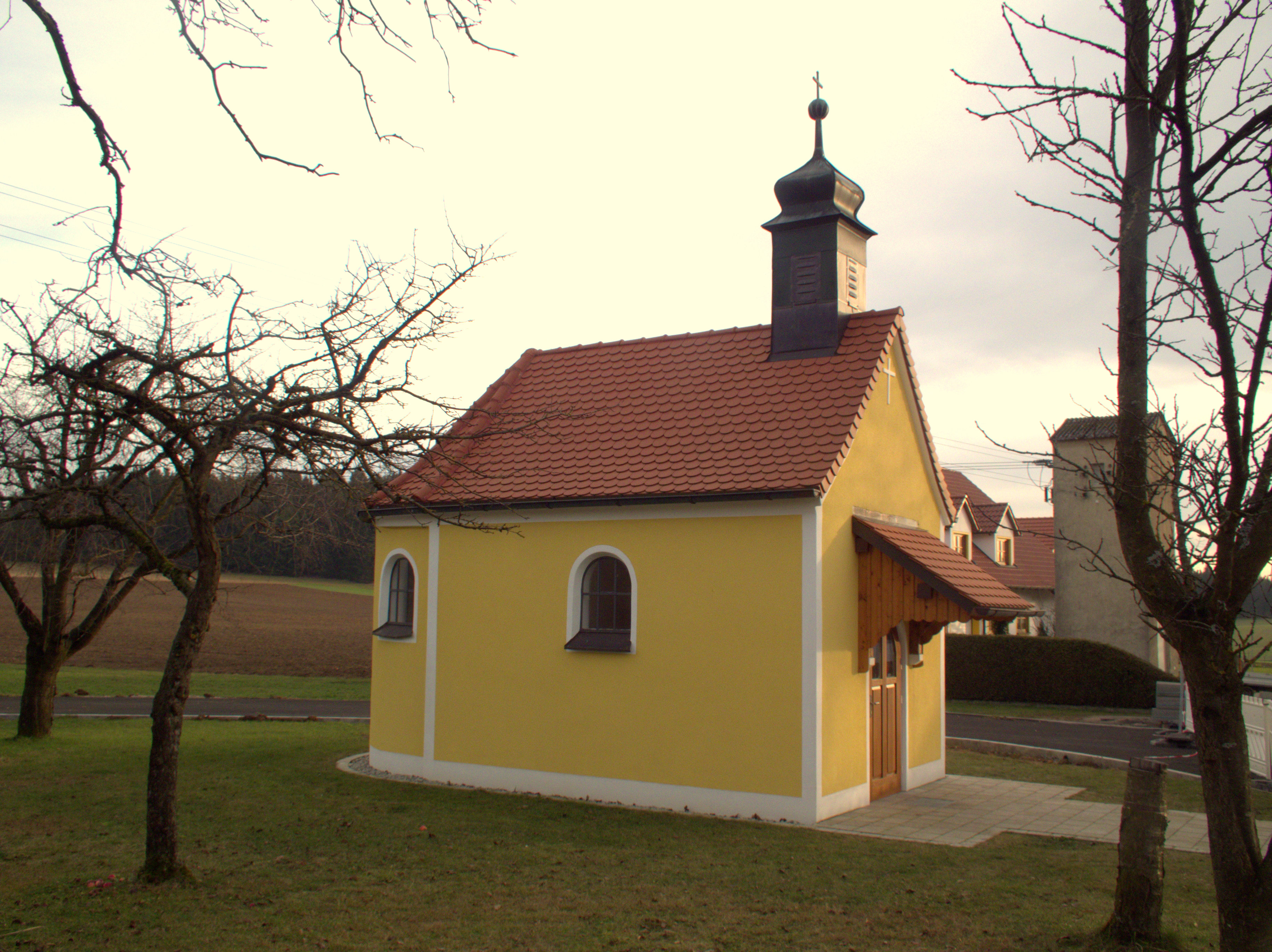
Marienkapelle zu Mittersberg

Mittersberg liegt 7 km südwestlich von Lauterhofener Ortskern und ist mit seiner Höhenlage von 590 bis 605 m ü. NHN die höchstgelegene Ortschaft im Landkreis Neumarkt. Es befindet sich in der sanften Hügel- und Berglandschaft des Oberpfälzer Juras, eines Teils des Fränkischen Juras (Fränkische Alb). Auf dem Haunberg westlich des Dorfs (637 m ü. NHN) steht ein Sendeturm mit Radaranlage der Deutschen Flugsicherung (DFS).
Das Klima in Mittersberg ist gemäßigt mit spürbarem Übergang zum Kontinentalklima. Die Winter sind meist sehr kühl und schneereich, die Sommer angenehm warm und feucht. Der Weiler ist unter Einheimischen als Schneeloch bekannt, was auf seine Höhenlage zurückzuführen ist.

## Aussichtsmöglichkeit
Von Mittersberg aus hat man einen Rundumblick auf die umliegende Landschaft. Vom Turm auf dem Haunberg kann man bei guter Sicht bis zum Ochsenkopf, Hohen Bogen, Großen Arber und in die Flusstäler der Lauterach, Naab und Donau blicken. An sehr trockenen und klaren Föhntagen sind im Süden sogar die Alpen zu erkennen.